# Università in Scozia
Questa è una lista delle università della Scozia ordinate per anno di fondazione.

## Università
- University of St Andrews, St Andrews, Fife (fondazione 1413)
- University of Glasgow, Glasgow (fondazione 1451)
- University of Aberdeen, Aberdeen (fondazione 1495)
- University of Edinburgh, Edimburgo (fondazione 1583)
- University of Strathclyde, Glasgow (fondazione 1796)
- Heriot-Watt University, Edimburgo (fondazione 1821)
- University of Dundee, Dundee (fondazione 1882)
- University of Stirling, Stirling (fondazione 1967)
- Napier University, Edimburgo (fondazione 1992 (1964))
- Robert Gordon University, Aberdeen (fondazione 1992)
- University of Paisley, Paisley, Renfrewshire (fondazione 1992 (1897)) (vedi University of the West of Scotland)
- Glasgow Caledonian University, Glasgow (fondazione 1993 (1875))
- University of Abertay Dundee, Dundee (fondazione 1994 (1888))
- Queen Margaret University, Edimburgo (fondazione 2007 (1875))